# Hybocamenta rufina
Hybocamenta rufina är en skalbaggsart som beskrevs av Olof Immanuel Fåhraeus 1857. Hybocamenta rufina ingår i släktet Hybocamenta och familjen Melolonthidae. Inga underarter finns listade i Catalogue of Life.